# نيراباريب
نيراباريب(Niraparib)، الذي يباع تحت الاسم التجاري زيجولا ( Zejula)، هو دواء يستخدم لعلاج سرطان المبيض الظهاري، أو قناة فالوب ، أو سرطان الصفاق الأولي.   وعادة ما يستخدم بعد العلاج الكيميائي القائم على البلاتين .  و يؤخذ عن طريق الفم. 
تشمل الآثار الجانبية الشائعة له: الغثيان، و انخفاض الصفائح الدموية، والتعب، و انخفاض خلايا الدم الحمراء، و الإمساك ، و آلام البطن، و انخفاض خلايا الدم البيضاء ، و صعوبة النوم، و الصداع، و الإسهال، وضيق التنفس، وارتفاع ضغط الدم، و آلام المفاصل، و الهبات الساخنة.  قد تشمل الآثار الجانبية الأخرى: متلازمة خلل التنسج النقوي و العقم .  أما استخدامه خلال فترة الحمل فقد يضر الجنين.  وهو مثبط بوليميريز بولي ADP-ريبوز [الإنجليزية] (PARP). 
وُوفق على استخدام نيراباريب طبيًا في الولايات المتحدة و أوروبا في عام 2017.   في المملكة المتحدة، يكلف العلاج لمدة 4 أسابيع بجرعة 200 ملغ يوميًا هيئة الخدمات الصحية الوطنية حوالي 4500 جنيه إسترليني.  وتكلف هذه المدة في الولايات المتحدة حوالي 16300 دولار أمريكي. 